# بادي ويكفيلد
بادي ويكفيلد (بالإنجليزية: Buddy Wakefield)‏ هو شاعر أمريكي، ولد في 4 يونيو 1974 في شريفبورت في الولايات المتحدة.

## وصلات خارجية
- الموقع الرسمي